# سرزمین باسک (منطقه بزرگ‌تر)
باسک (به باسکی: Euskal Herria) نامی است که به میهن مردم باسکی در غرب پیرنه در مرز اسپانیا و فرانسه در ساحل اطلس گفته می‌شود.
این منطقه شامل سرزمین باسک جنوبی در اسپانیا شامل دو جامعه خودمختار سرزمین باسک و ناوارا و سرزمین باسک شمالی در فرانسه است.